# Форт Лорами (Охајо)
Форт Лорами (енгл. Fort Loramie) град је у америчкој савезној држави Охајо.

## Демографија
По попису из 2010. године број становника је 1.478, што је 134 (10,0%) становника више него 2000. године.
| Група             | 2000.         | 2010.         |
| Белци             | 1.336 (99,4%) | 1.469 (99,4%) |
| Афроамериканци    | 0 (0,0%)      | 2 (0,1%)      |
| Азијати           | 0 (0,0%)      | 1 (0,1%)      |
| Хиспаноамериканци | 5 (0,4%)      | 6 (0,4%)      |
| Укупно            | 1.344         | 1.478         |